# Cesena Football Club 2021-2022
Questa voce raccoglie le informazioni riguardanti il Cesena Football Club nelle competizioni ufficiali della stagione 2021-2022.

## Stagione
Nella stagione 2021-2022 il Cesena affidato a William Viali disputa il girone B del campionato di Serie C, raccoglie 67 punti con il quarto posto finale. Nel girone di andata ottiene 39 punti con la terza posizione, alle spalle della coppia formata da Modena e Reggiana prime con 45 punti. Nel girone di ritorno il Cesena perde qualche posizione con i 28 punti incamerati, ma chiudendo comunque in quarta posizione. Grazie a questo piazzamento salta i primi due turni della fase a gironi dei Play-off, nel primo turno nazionale incrocia il Monopoli, vince in Puglia (1-2) e quando sembra fatta, arriva il clamoroso (0-3) al Manuzzi il 12 maggio, che chiude malamente, una buona stagione. Nella Coppa Italia di Serie C i bianconeri nel primo turno superano (3-1) la Pistoiese, mentre nel secondo turno escono dal torneo sconfitti (1-2) dalla Virtus Entella. Con 14 reti Nicholas Pierini è stato il miglior realizzatore cesenate, delle quali 12 firmate in campionato.

## Divise e sponsor
Anche per questa stagione, lo sponsor tecnico sarà sempre affidato all'azienda giapponese Mizuno e ugualmente il main sponsor sulla maglia rimarrà PLT puregreen. La prima maglia rimarrà come tradizione bianco con dettagli neri, la seconda maglia nera con dettagli bianchi, e la terza di colore azzurro é un omaggio alla “Curva Mare” cuore pulsante del tifo cesenate.
Per quanto riguarda gli altri sponsor pubblicitari rimarranno tutti gli stessi, tra i più noti per esempio Orogel, Amadori e Technogym e ovviamente Pubblisole. 
| Casa | Trasferta | Terza divisa |

## Organigramma societario
Aggiornato al 20 dicembre 2021.
Area direttiva
- Copresidente: John Aiello
- Copresidente e CEO: Robert Lewis
- Consiglieri: Massimo Agostini, Lorenzo Lelli e Gianluca Padovani
- Direttore Generale: Daniele Martini
- Segretario Generale: Marco Valentini
- Responsabile della sicurezza: Gianluca Campana
- Dipartimento SLO: Roberto Checchia

Area comunicazione e marketing
- Addetto Stampa: Enrico Marinò
- Responsabile Marketing: Alessandro Ugoccioni

Area sportiva
- Direttore sportivo: Moreno Zebi
- Responsabile area tecnica: Massimo Agostini
- Team Manager: Matteo Visani

Area tecnica
- Allenatore: William Viali
- Allenatore in seconda: Filippo Medri
- Collaboratore tecnico: Giuseppe De Feudis
- Preparatore dei Portieri: Francesco Antonioli
- Preparatori atletici: Mattia Vincenzi e Massimo Magrini (recupero infortunati) coadiuvati da Diego Clementi
- Magazzinieri: Matteo Fantozzi, Nicolino Petrosino

Area sanitaria
- Responsabile Sanitario: Dott.ssa Giulia Franzoso
- Medico Sociale: Dott. Piero Candoli
- Massaggiatori: Costantino Cucciniello, Nicholas Manuzzi e Stefano Valentini

Settore Giovanile
- Presidente Settore Giovanile: Aurelio Manuzzi
- Responsabile Settore Giovanile: Davor Jozić
- Segretario Settore Giovanile: Filippo Biondi
- Allenatore Under 15: Lorenzo Magi
- Allenatore Under 16: Nicola Campedelli
- Allenatore Under 17: Filippo Masolini
- Allenatore Primavera: Giovanni Ceccarelli

### Rosa
| N. |                       | Ruolo | Calciatore          |
| -- | --------------------- | ----- | ------------------- |
| 1  | Italia (bandiera)     | P     | Davide Fabbri       |
| 2  | Italia (bandiera)     | D     | Antonio Candela     |
| 3  | Italia (bandiera)     | D     | Rosario Maddaloni   |
| 4  | Italia (bandiera)     | C     | Nicola Rigoni       |
| 5  | Italia (bandiera)     | C     | Demetrio Steffè     |
| 6  | Italia (bandiera)     | C     | Alessio Brambilla   |
| 7  | Italia (bandiera)     | A     | Giacomo Zecca       |
| 8  | Italia (bandiera)     | C     | Francesco Ardizzone |
| 9  | Italia (bandiera)     | A     | Salvatore Caturano  |
| 10 | Italia (bandiera)     | A     | Nicholas Pierini    |
| 11 | Italia (bandiera)     | A     | Filippo Pittarello  |
| 11 | Italia (bandiera)     | C     | Davide Munari       |
| 13 | Italia (bandiera)     | D     | Erasmo Mulé         |
| 14 | Italia (bandiera)     | C     | Tommaso Berti       |
| 15 | Italia (bandiera)     | D     | Andrea Ciofi        |
| 16 | Italia (bandiera)     | C     | Carlo Ilari         |
| 17 | Italia (bandiera)     | C     | Giovanni Nannelli   |
| 19 | Italia (bandiera)     | D     | Andrea Adamoli      |
| 20 | Italia (bandiera)     | A     | Mattia Bortolussi   |
| 22 | San Marino (bandiera) | P     | Elia Benedettini    |
| 23 | Italia (bandiera)     | A     | Edoardo Bernardi    |

| N. |                         | Ruolo | Calciatore         |
| -- | ----------------------- | ----- | ------------------ |
| 24 | Italia (bandiera)       | C     | Nicola Zanni       |
| 25 | Italia (bandiera)       | D     | Antonio David      |
| 25 | Italia (bandiera)       | C     | Simone Missiroli   |
| 27 | Italia (bandiera)       | D     | Lorenzo Gonnelli   |
| 28 | Italia (bandiera)       | D     | Cesare Pogliano    |
| 30 | Italia (bandiera)       | D     | Giulio Favale      |
| 31 | Austria (bandiera)      | C     | Dominik Frieser    |
| 32 | Italia (bandiera)       | D     | Marco Calderoni    |
| 33 | Italia (bandiera)       | P     | Michele Nardi      |
| 34 | Italia (bandiera)       | P     | Alessandro Bizzini |
| 35 | Italia (bandiera)       | D     | Nicholas Allievi   |
| 36 | Italia (bandiera)       | C     | Matteo Francesconi |
| 37 | Italia (bandiera)       | C     | Leonardo Boriani   |
| 44 | Albania (bandiera)      | A     | Cristian Shpendi   |
| 45 | Albania (bandiera)      | A     | Stiven Shpendi     |
| 47 | Italia (bandiera)       | D     | Pietro Guerra      |
| 60 | Italia (bandiera)       | P     | Lorenzo Pollini    |
| 79 | Burkina Faso (bandiera) | D     | Moustapha Yabre    |
| 98 | Italia (bandiera)       | D     | Tomas Lepri        |
| 99 | Italia (bandiera)       | A     | Riccardo Tonin     |

## Calciomercato

### Sessione estiva (dal 1º luglio al 31 agosto)
| Acquisti | Acquisti              | Acquisti              | Acquisti      |
| R.       | Nome                  | da                    | Modalità      |
| -------- | --------------------- | --------------------- | ------------- |
| D        | Filippo Fabbri        | Correggese            | fine prestito |
| D        | Lorenzo Dominici      | Tiferno               | fine prestito |
| D        | Andrea Adamoli        | Empoli                | prestito      |
| D        | Antonio Candela       | Genoa                 | prestito      |
| D        | Erasmo Mulé           | Juventus U23          | prestito      |
| D        | Moustapha Yabre       | SPAL                  | prestito      |
| D        | Cesare Pogliano       |                       | svincolato    |
| D        | Giulio Favale         |                       | svincolato    |
| C        | Younes El Bouhali     | Correggese            | fine prestito |
| C        | Nicola Zanni          | Marignanese Cattolica | fine prestito |
| C        | Carlo Ilari           | Teramo                | definitivo    |
| C        | Alessio Brambilla     | Milan                 | definitivo    |
| C        | Nicola Rigoni         | Monza                 | prestito      |
| C        | Simone Missiroli      |                       | svincolato    |
| A        | Giovanni Nannelli     | Lucchese              | definitivo    |
| A        | Riccardo Tonin        | Milan                 | prestito      |
| A        | Nicholas Pierini      | Sassuolo              | definitivo    |
| A        | Tommaso Leon Bernardi | Pro Vasto             | fine prestito |

| Cessioni | Cessioni              | Cessioni  | Cessioni      |
| R.       | Nome                  | a         | Modalità      |
| -------- | --------------------- | --------- | ------------- |
| D        | Giulio Favale         | Reggiana  | fine prestito |
| D        | Leonardo Longo        |           | svincolato    |
| D        | Mattia Tonetto        | Frosinone | fine prestito |
| D        | Davide Zappella       | Empoli    | fine prestito |
| D        | Luca Ricci            | Pistoiese | definitivo    |
| D        | Filippo Fabbri        |           | svincolato    |
| D        | Lorenzo Dominici      | Forlì     | prestito      |
| C        | Davide Di Gennaro     |           | svincolato    |
| C        | Younes El Bouhali     |           | svincolato    |
| C        | Nicola Capellini      |           | svincolato    |
| C        | Francesco Campagna    |           | svincolato    |
| C        | Davide Petermann      | Foggia    | definitivo    |
| C        | Michele Collocolo     | Ascoli    | definitivo    |
| A        | Giuseppe Borello      | Crotone   | fine prestito |
| A        | Nicola Nanni          | Crotone   | fine prestito |
| A        | Simone Russini        |           | svincolato    |
| A        | Lorenzo Sorrentino    | Renate    | fine prestito |
| A        | Gabriele Capanni      | Milan     | fine prestito |
| A        | Tommaso Leon Bernardi | Mezzolara | definitivo    |

### Sessione invernale (dal 1º gennaio al 31 gennaio)
| Acquisti | Acquisti           | Acquisti      | Acquisti   |
| R.       | Nome               | da            | Modalità   |
| -------- | ------------------ | ------------- | ---------- |
| D        | Marco Calderoni    | L.R. Vicenza  | definitivo |
| D        | Nicholas Allievi   | Como          | prestito   |
| C        | Dominik Frieser    |               | svincolato |
| A        | Filippo Pittarello | Virtus Verona | definitivo |

| Cessioni | Cessioni          | Cessioni    | Cessioni      |
| R.       | Nome              | a           | Modalità      |
| -------- | ----------------- | ----------- | ------------- |
| P        | Davide Fabbri     | Cattolica   | prestito      |
| D        | Moustapha Yabre   | SPAL        | fine prestito |
| D        | Andrea Adamoli    | Empoli      | fine prestito |
| C        | Davide Munari     | Piacenza    | prestito      |
| C        | Giovanni Nannelli | Montevarchi | prestito      |

## Risultati

### Serie C

#### Girone di andata
| Cesena 29 agosto 2021, ore 20:30 CEST 1ª giornata | Cesena         | 0 – 0 referto | Gubbio | Orogel Stadium-Dino Manuzzi (2 415 spett.)\| Arbitro: \| Carella (Bari) \| |
| Arbitro:                                          | Carella (Bari) |               |        |                                                                            |

| Arbitro: | Arena (Torre del Greco) |

|                |           |                           |
| Corsinelli 45’ | Marcatori | 49’ Ardizzone 50’ Candela |

| Cesena 12 settembre 2021, ore 17:30 CEST 3ª giornata | Cesena           | 0 – 0 referto | Imolese | Orogel Stadium-Dino Manuzzi (2 259 spett.)\| Arbitro: \| Lovison (Padova) \| |
| Arbitro:                                             | Lovison (Padova) |               |         |                                                                              |

| Arbitro: | Pascarella (Nocera Inferiore) |

|  |           |              |
|  | Marcatori | 75’ Caturano |

| Arbitro: | Djurdjevic (Trieste) |

|  |           |                |
|  | Marcatori | 90+4’ Caturano |

| Arbitro: | Bitonti (Bologna) |

|              |           |                      |
| Caturano 18’ | Marcatori | 26’, 65’ N. Bonfanti |

| Arbitro: | Gemelli (Messina) |

|  |           |                |
|  | Marcatori | 34’ Bortolussi |

| Arbitro: | Saia (Palermo) |

|                            |           |  |
| Bortolussi 33’ Pierini 84’ | Marcatori |  |

| Arbitro: | Moriconi (Roma) |

|                        |           |                |
| De Respinis 82’ (rig.) | Marcatori | 31’ Bortolussi |

| Arbitro: | Rinaldi (Bassano del Grappa) |

|                         |           |              |
| Bortolussi 7’ Tonin 37’ | Marcatori | 67’ Magnaghi |

| Arbitro: | Collu (Cagliari) |

|  |           |                                                     |
|  | Marcatori | 38’ Brambilla 40’ Ilari 71’ Bortolussi 90’ Caturano |

| Cesena 31 ottobre 2021, ore 14:30 CET 12ª giornata | Cesena        | 0 – 0 referto | Pistoiese | Orogel Stadium-Dino Manuzzi (4 532 spett.)\| Arbitro: \| Maggio (Lodi) \| |
| Arbitro:                                           | Maggio (Lodi) |               |           |                                                                           |

| Arbitro: | Di Cairano (Ariano Irpino) |

|                  |           |  |
| Nzita 83’ (aut.) | Marcatori |  |

| Reggio Emilia 14 novembre 2021, ore 14:30 CET 14ª giornata | Reggiana           | 0 – 0 referto | Cesena | Mapei Stadium - Città del Tricolore (7 638 spett.)\| Arbitro: \| Feliciani (Teramo) \| |
| Arbitro:                                                   | Feliciani (Teramo) |               |        |                                                                                        |

| Arbitro: | Gualtieri (Asti) |

|                                           |           |  |
| Bortolussi 17’, 83’ Mulé 49’ Caturano 85’ | Marcatori |  |

| Arbitro: | N. Marini (Trieste) |

|                             |           |               |
| Merkaj 28’, 74’ Lescano 58’ | Marcatori | 45+1’ Pierini |

| Arbitro: | Cherchi (Carbonia) |

|                                       |           |                     |
| Bortolussi 3’ (rig.), 38’ Berti 90+6’ | Marcatori | 61’ (aut.) Gonnelli |

| Arbitro: | Carella (Bari) |

|                 |           |             |
| Battistella 40’ | Marcatori | 56’ Pierini |

| Arbitro: | Panettella (Bari) |

|             |           |  |
| Candela 70’ | Marcatori |  |

#### Girone di ritorno
| Arbitro: | Petrella (Viterbo) |

|                                                          |           |             |
| Sainz-Maza 49’ Spalluto 72’ Cittadino 86’ Fantacci 90+4’ | Marcatori | 57’ Pierini |

| Arbitro: | Kumara (Verona) |

|            |           |             |
| Pierini 7’ | Marcatori | 66’ Belloni |

| Imola 23 febbraio 2022, ore 14:30 CET 22ª giornata | Imolese          | 0 – 0 referto | Cesena | Stadio Romeo Galli (881 spett.)\| Arbitro: \| Diop (Treviglio) \| |
| Arbitro:                                           | Diop (Treviglio) |               |        |                                                                   |

| Cesena 22 gennaio 2022, ore 14:30 CET 23ª giornata | Cesena             | 0 – 0 referto | Viterbese | Orogel Stadium-Dino Manuzzi (3 816 spett.)\| Arbitro: \| Monaldi (Macerata) \| |
| Arbitro:                                           | Monaldi (Macerata) |               |           |                                                                                |

| Arbitro: | Ferrieri Caputi (Livorno) |

|                              |           |  |
| Pierini 2’, 32’ Caturano 79’ | Marcatori |  |

| Arbitro: | Feliciani (Teramo) |

|                      |           |  |
| Tremolada 30’ (rig.) | Marcatori |  |

| Arbitro: | Nicolini (Brescia) |

|                                      |           |                                              |
| Pierini 35’ Ilari 61’ Caturano 90+2’ | Marcatori | 20’ Nocciolini 29’ Arras 57’ (rig.) Cretella |

| Arbitro: | Ubaldi (Roma) |

|  |           |                                   |
|  | Marcatori | 31’ Ciofi 47’ Candela 76’ Pierini |

| Arbitro: | Costanza (Agrigento) |

|                            |           |             |
| Bortolussi 13’ Candela 83’ | Marcatori | 64’ Saccani |

| Arbitro: | Perri (Roma) |

|                      |           |  |
| Milani 14’ Barba 84’ | Marcatori |  |

| Arbitro: | Mirabella (Napoli) |

|                         |           |  |
| Pierini 4’ Caturano 52’ | Marcatori |  |

| Arbitro: | Ancora (Roma) |

|  |           |            |
|  | Marcatori | 20’ Steffè |

| Arbitro: | Fiero (Pistoia) |

|           |           |  |
| Drudi 29’ | Marcatori |  |

| Arbitro: | Ricci (Firenze) |

|                                   |           |                        |
| Pierini 13’ (rig.) Pittarello 37’ | Marcatori | 56’ Zamparo 79’ Lanini |

| Arbitro: | Calzavara (Varese) |

|                            |           |                          |
| Cognigni 52’ E. Marchi 83’ | Marcatori | 36’ Pierini 90’ Caturano |

| Arbitro: | Caldera (Como) |

|               |           |  |
| Ardizzone 53’ | Marcatori |  |

| Arbitro: | Sfira (Pordenone) |

|                                               |           |  |
| Lischi 25’ Gambale 34’ Jallow 73’ Carpani 89’ | Marcatori |  |

| Arbitro: | Virgilio (Trapani) |

|                                                                  |           |  |
| Ilari 12’, 58’ Pittarello 32’ Caturano 47’ Frieser 70’ Ciofi 75’ | Marcatori |  |

| Siena 23 aprile 2022, ore 17:30 CEST 38ª giornata | Siena                              | 0 – 0 referto | Cesena | Stadio Artemio Franchi (2 735 spett.)\| Arbitro: \| Acanfora (Castellammare di Stabia) \| |
| Arbitro:                                          | Acanfora (Castellammare di Stabia) |               |        |                                                                                           |

### Play-off

#### Fase nazionale
| Arbitro: | Monaldi (Macerata) |

|               |           |                         |
| Bussaglia 32’ | Marcatori | 6’ Caturano 10’ Pierini |

| Arbitro: | Maggio (Lodi) |

|  |           |                                           |
|  | Marcatori | 12’ (aut.) Gonnelli 68’, 90+7’ Mercadante |

### Coppa Italia Serie C

#### Turni eliminatori
| Arbitro: | Gigliotti (Cosenza) |

|                                      |           |             |
| Zecca 6’ Bortolussi 36’ Caturano 67’ | Marcatori | 67’ Šabotić |

| Arbitro: | Fiero (Pistoia) |

|             |           |                               |
| Pierini 20’ | Marcatori | 1’ L. Morosini 90+3’ Magrassi |

## Statistiche

### Statistiche di squadra
Statistiche aggiornate al 12 maggio 2022.
| Competizione         | Punti | In casa | In casa | In casa | In casa | In casa | In casa | In trasferta | In trasferta | In trasferta | In trasferta | In trasferta | In trasferta | Totale | Totale | Totale | Totale | Totale | Totale | D.R. |
| Competizione         | Punti | G       | V       | N       | P       | Gf      | Gs      | G            | V            | N            | P            | Gf           | Gs           | G      | V      | N      | P      | Gf     | Gs     | D.R. |
| -------------------- | ----- | ------- | ------- | ------- | ------- | ------- | ------- | ------------ | ------------ | ------------ | ------------ | ------------ | ------------ | ------ | ------ | ------ | ------ | ------ | ------ | ---- |
| Serie C              | 67    | 19      | 11      | 7       | 1       | 34      | 11      | 19           | 7            | 6            | 6            | 19           | 20           | 38     | 18     | 13     | 7      | 53     | 31     | +22  |
| Play-off             | -     | 1       | 0       | 0       | 1       | 0       | 3       | 1            | 1            | 0            | 0            | 2            | 1            | 2      | 1      | 0      | 1      | 2      | 4      | -2   |
| Coppa Italia Serie C | -     | 2       | 1       | 0       | 1       | 4       | 3       | 0            | 0            | 0            | 0            | 0            | 0            | 2      | 1      | 0      | 1      | 4      | 3      | +1   |
| Totale               | -     | 22      | 12      | 7       | 3       | 38      | 17      | 20           | 8            | 6            | 6            | 21           | 21           | 42     | 20     | 13     | 9      | 59     | 38     | +21  |

### Andamento in campionato
| Giornata  | 1  | 2 | 3 | 4 | 5 | 6 | 7 | 8 | 9 | 10 | 11 | 12 | 13 | 14 | 15 | 16 | 17 | 18 | 19 | 20 | 21 | 22 | 23 | 24 | 25 | 26 | 27 | 28 | 29 | 30 | 31 | 32 | 33 | 34 | 35 | 36 | 37 | 38 |
| --------- | -- | - | - | - | - | - | - | - | - | -- | -- | -- | -- | -- | -- | -- | -- | -- | -- | -- | -- | -- | -- | -- | -- | -- | -- | -- | -- | -- | -- | -- | -- | -- | -- | -- | -- | -- |
| Luogo     | C  | T | C | T | T | C | T | C | T | C  | T  | C  | C  | T  | C  | T  | C  | T  | C  | T  | C  | T  | C  | C  | T  | C  | T  | C  | T  | C  | T  | T  | C  | T  | C  | T  | C  | T  |
| Risultato | N  | V | N | V | V | P | V | V | N | V  | V  | N  | V  | N  | V  | P  | V  | N  | V  | P  | N  | N  | N  | V  | P  | N  | V  | V  | P  | V  | V  | P  | N  | N  | V  | P  | V  | N  |
| Posizione | 10 | 3 | 6 | 4 | 3 | 5 | 3 | 2 | 3 | 2  | 2  | 2  | 2  | 3  | 3  | 3  | 3  | 3  | 3  | 3  | 3  | 3  | 3  | 3  | 3  | 3  | 3  | 3  | 3  | 3  | 3  | 3  | 3  | 3  | 3  | 3  | 3  | 3  |

Legenda:

Luogo: C = Casa; T = Trasferta. Risultato: V = Vittoria; N = Pareggio; P = Sconfitta.

### Statistiche dei giocatori
Sono in corsivo i calciatori che hanno lasciato la società a stagione in corso.
| Giocatore      | Serie C - Girone B | Serie C - Girone B | Serie C - Girone B | Serie C - Girone B | Coppa Italia Serie C | Coppa Italia Serie C | Coppa Italia Serie C | Coppa Italia Serie C | Totale   | Totale | Totale      | Totale     |
| Giocatore      | Presenze           | Reti               | Ammonizioni        | Espulsioni         | Presenze             | Reti                 | Ammonizioni          | Espulsioni           | Presenze | Reti   | Ammonizioni | Espulsioni |
| -------------- | ------------------ | ------------------ | ------------------ | ------------------ | -------------------- | -------------------- | -------------------- | -------------------- | -------- | ------ | ----------- | ---------- |
| D. Fabbri      | -                  | -                  | -                  | -                  | -                    | -                    | -                    | -                    | -        | -      | -           | -          |
| A. Candela     | 26                 | 4                  | 3                  | -                  | 1                    | -                    | -                    | -                    | 27       | 4      | 3           | -          |
| R. Maddaloni   | 1                  | -                  | -                  | -                  | -                    | -                    | -                    | -                    | 1        | -      | -           | -          |
| N. Rigoni      | 18                 | 0                  | -                  | -                  | 1                    | -                    | -                    | -                    | 19       | 0      | -           | -          |
| D. Steffé      | 35                 | 1                  | 4                  | -                  | -                    | -                    | -                    | -                    | 35       | 1      | 4           | -          |
| A. Brambilla   | 17                 | 1                  | 3                  | -                  | 2                    | -                    | -                    | -                    | 19       | 1      | 3           | -          |
| G. Zecca       | 15                 | 0                  | 3                  | -                  | 1                    | 1                    | -                    | -                    | 16       | 1      | 3           | -          |
| F. Ardizzone   | 35                 | 2                  | 10                 | -                  | 1                    | -                    | -                    | -                    | 36       | 2      | 10          | -          |
| S. Caturano    | 31                 | 10                 | 4                  | -                  | 1                    | 1                    | -                    | -                    | 32       | 11     | 4           | -          |
| N. Pierini     | 34                 | 12                 | 3                  | -                  | 1                    | 1                    | -                    | -                    | 35       | 13     | 3           | -          |
| D. Munari      | 11                 | 0                  | 1                  | -                  | 1                    | -                    | -                    | -                    | 12       | 0      | 1           | -          |
| E. Mulé        | 18                 | 1                  | 3                  | -                  | 2                    | -                    | -                    | -                    | 20       | 1      | 3           | -          |
| T. Berti       | 24                 | 1                  | 1                  | -                  | 2                    | -                    | -                    | -                    | 26       | 1      | 1           | -          |
| A. Ciofi       | 35                 | 2                  | 2                  | -                  | 2                    | -                    | -                    | -                    | 37       | 2      | 2           | -          |
| C. Ilari       | 29                 | 4                  | 5                  | -                  | 2                    | -                    | -                    | -                    | 31       | 4      | 5           | -          |
| G. Nannelli    | 5                  | 0                  | 2                  | -                  | 2                    | -                    | -                    | -                    | 7        | 0      | 2           | -          |
| A. Adamoli     | 2                  | 0                  | -                  | -                  | 1                    | -                    | -                    | -                    | 3        | 0      | -           | -          |
| M. Bortolussi  | 36                 | 10                 | 1                  | -                  | 2                    | 1                    | -                    | -                    | 38       | 11     | 1           | -          |
| E. Benedettini | 1                  | 0                  | -                  | -                  | 1                    | -2                   | -                    | -                    | 2        | -2     | -           | -          |
| L. Gonnelli    | 18                 | 0                  | 5                  | -                  | 1                    | -                    | -                    | -                    | 19       | 0      | 5           | -          |
| C. Pogliano    | 17                 | 0                  | 2                  | -                  | 1                    | -                    | -                    | -                    | 18       | 0      | 2           | -          |
| A. Bizzini     | -                  | -                  | -                  | -                  | -                    | -                    | -                    | -                    | -        | -      | -           | -          |
| M. Nardi       | 37                 | -31                | 2                  | -                  | 1                    | -1                   | -                    | -                    | 38       | -32    | 2           | -          |
| C. Shpendi     | 5                  | 0                  | 1                  | -                  | 2                    | -                    | -                    | -                    | 7        | 0      | 1           | -          |
| S. Shpendi     | 2                  | 0                  | -                  | -                  | 2                    | -                    | -                    | -                    | 4        | 0      | -           | -          |
| M. Yabre       | 7                  | 0                  | 1                  | -                  | -                    | -                    | -                    | -                    | 7        | 0      | 1           | -          |
| T. Lepri       | -                  | -                  | -                  | -                  | 1                    | -                    | -                    | -                    | 1        | -      | -           | -          |
| R. Tonin       | 21                 | 1                  | 3                  | -                  | 2                    | -                    | -                    | -                    | 23       | 1      | 3           | -          |
| M. Calderoni   | 8                  | -                  | 1                  | -                  | —                    | -                    | -                    | -                    | 8        | -      | 1           | -          |
| N. Allievi     | 9                  | -                  | -                  | -                  | -                    | -                    | -                    | -                    | 9        | -      | -           | -          |
| D. Frieser     | 15                 | 1                  | 1                  | -                  | -                    | -                    | -                    | -                    | 15       | 1      | 1           | -          |
| F. Pittarello  | 12                 | 2                  | 3                  | -                  | —                    | -                    | -                    | -                    | 12       | 2      | 3           | -          |